# Ursula Bruhin
Ursula Bruhin (* 19. März 1970 in Schwyz) ist eine ehemalige Schweizer Profisnowboarderin.

## Karriere
Bruhin betreibt den Snowboardsport seit 1990. 1998 wurde sie nach ersten Erfolgen bei Alpinrennen im Regional- und Schweizer Cup Profi und errang im gleichen Jahr den ersten Schweizer Meistertitel. In den Jahren 2000 bis 2003 gewann sie viermal hintereinander den Weltmeistertitel der internationalen Verbände ISF und FIS. Wegen umstrittener Selektionsnormen verpasste sie die Olympischen Winterspiele 2002.
Bis ins Alter von 36 Jahren fuhr Ursula Bruhin im FIS-Weltcup immer noch an der Spitze und belegte in der Weltrangliste hinter ihrer Landsfrau Daniela Meuli den zweiten Platz. An den Olympischen Winterspielen 2006 fuhr sie im Parallel-Riesenslalom der Frauen auf den 7. Platz. Nach der Silbermedaille an den Schweizer Meisterschaften gab sie im April 2006 ihren Rücktritt bekannt.
Ursula Bruhin schöpft nach eigenen Angaben Motivation aus dem christlichen Glauben. Sie ist gelernte Konditorin und lebt in ihrem Geburtsort Schwyz.

## Weltcupsiege

### FIS
| Nr. | Datum             | Ort          | Disziplin             |
| --- | ----------------- | ------------ | --------------------- |
| 1.  | 2. März 2002      | Sapporo      | Parallelslalom        |
| 2.  | 30. Oktober 2002  | Sölden       | Parallelslalom        |
| 3.  | 20. Dezember 2002 | Stoneham     | Parallel-Riesenslalom |
| 4.  | 14. März 2003     | Arosa        | Parallel-Riesenslalom |
| 5.  | 19. Oktober 2003  | Sölden       | Parallelslalom        |
| 6.  | 12. Dezember 2003 | Whistler     | Parallel-Riesenslalom |
| 7.  | 21. Dezember 2003 | Stoneham     | Parallel-Riesenslalom |
| 8.  | 4. Dezember 2004  | Kronplatz    | Parallel-Riesenslalom |
| 9.  | 17. Dezember 2004 | Bad Gastein  | Parallelslalom        |
| 10. | 9. Februar 2005   | Bardonecchia | Parallel-Riesenslalom |
| 11. | 16. März 2005     | Tandadalen   | Parallel-Riesenslalom |
| 12. | 17. Dezember 2005 | Le Relais    | Parallel-Riesenslalom |

## Teilnahmen an Weltmeisterschaften und Olympischen Winterspielen

### Olympische Spiele
- 2006 Turin: 7. Platz Parallel-Riesenslalom

### Weltmeisterschaften

#### FIS
- 2001 Madonna di Campiglio: 1. Platz Parallel-Riesenslalom
- 2003 Kreischberg: 1. Platz Parallel-Riesenslalom, 8. Platz Parallelslalom
- 2005 Whistler: 7. Platz Parallel-Riesenslalom, 9. Platz Parallelslalom

## Weltcup-Gesamtplatzierungen

### FIS
| Saison  | Gesamt | Gesamt | Parallel | Parallel | Parallel-Riesenslalom | Parallel-Riesenslalom | Parallelslalom | Parallelslalom |
| Saison  | Punkte | Platz  | Punkte   | Platz    | Punkte                | Platz                 | Punkte         | Platz          |
| ------- | ------ | ------ | -------- | -------- | --------------------- | --------------------- | -------------- | -------------- |
| 2000/01 | 54     | 95.    | –        | –        | –                     | –                     | 700            | 35.            |
| 2001/02 | –      | –      | –        | –        | 2860                  | 13.                   | 1640           | 9.             |
| 2002/03 | –      | –      | 8910     | 1.       | –                     | –                     | –              | –              |
| 2003/04 | –      | –      | 8270     | 2.       | –                     | –                     | –              | –              |
| 2004/05 | –      | –      | 8760     | 2.       | –                     | –                     | –              | –              |
| 2005/06 | 4790   | 7.     | 4790     | 3.       | –                     | –                     | –              | –              |